# Humanum Genus
Humanum Genus è la quattordicesima enciclica di papa Leone XIII, pubblicata il 20 aprile 1884, nell'ascesa dell'era industriale (e del marxismo). Essa considera la fine del XIX secolo un'era pericolosa per i cristiani e condanna la massoneria, così come una serie di pratiche connesse con la massoneria, compreso il naturalismo, la sovranità popolare che non riconosce Dio e l'idea che lo stato dovrebbe essere "senza Dio", il comunismo e il socialismo dell'epoca definiti come "una or l'altra di quelle capitali dottrine, in cui il veleno degli errori massonici pareva che fosse più intimamente penetrato". Il testo infatti afferma:
Ora poi, ad esempio dei Nostri Predecessori, Ci siam risoluti di prender direttamente di mira la stessa società Massonica nel complesso delle sue dottrine, dei suoi disegni, delle sue tendenze, delle sue opere, affinché, meglio conosciutane la malefica natura, ne sia schivato più cautamente il contagio.»
(Estratto dell'Humanum Genus)
Con questa enciclica, Leone XIII condanna il relativismo morale e filosofico della massoneria.
Di fronte ad una situazione di ricorrente ostilità nei confronti della Chiesa, il Papa condanna la massoneria e le sette ostili alla Chiesa, che "con lungo ostinato proposito" mirano ad impedirne l'influenza, il magistero e l'autorità, e riaffermano "la piena separazione della Chiesa dallo Stato". "Leggi di odiosa parzialità si sanciscono contro il clero, cosicché vedesi stremato ogni dì più e di numero e di mezzi. Vincolati in mille modi e messi in mano allo Stato gli avanzi dei beni ecclesiastici: i sodalizi religiosi aboliti, dispersi".
Il Papa parla di una vera e propria guerra condotta contro la Santa Sede: "contro l'Apostolica Sede e il Romano Pontefice arde più accesa la guerra. Prima di tutto egli fu, sotto bugiardi pretesti, spogliato del principato civile, propugnacolo della sua libertà e de' suoi diritti; fu poi ridotto a una condizione iniqua, e per gli infiniti ostacoli intollerabile; finché si è giunti a questo estremo, che i settari dicono aperto ciò che segretamente e lungamente avevano macchinato tra loro, doversi togliere di mezzo lo stesso spirituale potere dei pontefici, e fare scomparire dal mondo la Divina istituzione del Pontificato".
Ma l'enciclica Humanum genus va oltre i problemi contingenti. Nella parte finale si può cogliere un richiamo ai cattolici, un invito ad alimentare e rafforzare le loro organizzazioni e associazioni, dal Terz'ordine francescano alla Società di San Vincenzo de' Paoli, ai collegi e alle corporazioni di arti e mestieri.